# Triple-Win Migration
Triple-Win Migration bezeichnet in Deutschland und den hierzu mit Deutschland kooperierenden Partnerstaaten ein Konzept für nachhaltige berufliche Mobilität zum Vorteil aller am Migrationsprozess Beteiligten – der Migranten, der Herkunftsländer und der Zielländer. Es berücksichtigt auch die Aspekte Integration, Sprachausbildung, berufliche Weiterbildung und bilaterale Kooperationspartnerschaften zur Weiterentwicklung der Wirtschaft im Herkunftsland. Mit dem Konzept soll dem Fachkräftemangel im Zielland begegnet werden und zugleich ein Brain-Drain aus dem Herkunftsland verhindert werden. Der Fokus des Konzeptes liegt auf dem Bereich Gesundheitswesen. Triple-Win Migration lässt sich jedoch auch auf andere Branchen übertragen. Erste Erfahrungen mit diesem Konzept wurden im Bereich Altenpflege gesammelt. Es bestehen bilaterale Kooperationen zwischen Deutschland und den Partnerländern Vietnam, Bosnien und Herzegowina, Serbien und den Philippinen.

## Hintergrund
Aus der steigenden Lebenserwartung und sinkenden Geburtenraten in Deutschland ergibt sich eine zunehmende Alterung der Gesamtbevölkerung. Das Risiko, krank oder pflegebedürftig zu werden, nimmt mit steigendem Alter deutlich zu. Deshalb ist in den nächsten Jahren von einem spürbar steigenden Bedarf an Gesundheits- und Pflegeleistungen auszugehen. Es wird prognostiziert, dass sich die Zahl der Pflegebedürftigen bis 2030 von derzeit 2,5 Mio. auf 3,5 Mio. erhöht. Je nach Berechnungsgrundlage variieren die Schätzungen zum künftigen Pflegepersonalbedarf von 152.000 fehlenden Beschäftigten in Pflegeberufen im Jahr 2025 bis zu einer Lücke von 490.000 Vollzeitäquivalenten im Jahr 2030. In Deutschland werden an die Bedarfe der älteren Bevölkerung angepasste Pflege-, Betreuungs- und Gesundheitsdienstleistungen benötigt (Stichwort „Demenz“ oder „Multimorbidität“).
Während in Deutschland aufgrund der demografischen Entwicklung in einer Reihe von Wirtschaftsbranchen ein Anstieg des Fachkräftebedarfs erwartet wird, sehen sich demgegenüber viele Schwellenländer mit einem starken Wachstum ihrer Bevölkerung konfrontiert. Einerseits weisen die meisten Schwellenländer junge demografische Profile, andererseits ist in vielen Ländern die Lebenserwartung in den letzten Jahrzehnten gestiegen und damit verbunden ein starker Anstieg älterer Bevölkerungsgruppen zu erkennen. Darüber hinaus erleben zahlreiche Schwellenländer einen gesellschaftlichen Wandel. Sich verändernde Lebensbedingungen, neue Bildungs- und Lebensbiografien sowie kleinteiligere Familienstrukturen führen dazu, dass die Familie als derzeit zentrale Instanz zur Versorgung und Betreuung der Älteren mehr und mehr zurückweicht. Arbeitskräfte im Gesundheitsbereich sind auch in vielen Schwellenländern knapp.
Um eine hinreichende Versorgung mit Fach- und Nachwuchskräften zur Erbringung von Pflegedienstleistungen in Deutschland zu sichern, können unterschiedliche Wege beschritten werden – die Rekrutierung internationaler Fachkräfte aus Drittstaaten ist einer davon. Solche Prozesse zur Gewinnung von Pflegefachpersonen aus dem Ausland müssen auf einem strukturierten Vorgehen basieren, um die Migration nachhaltig gestalten zu können. Diese sollte neben der Sicherung des Fachkräftebedarfs hierzulande auch das Wohl der Migranten sowie das Interesse der Herkunftsländer berücksichtigen.

## WHO Code zur Anwerbung internationaler Gesundheitsfachkräfte
Das Gesundheitswesen ist in fast allen Ländern der größte Arbeitgeber. Bis zu 13 Prozent des nationalen Arbeitskräftepotentials in den Industrienationen sind im Bereich der Gesundheitsversorgung tätig. Australien, Kanada, das Vereinigte Königreich und die USA sind die vier größten Zielländer für emigrierende Ärzte und Pflegende.
Insgesamt stehen zur Versorgung der Weltbevölkerung (ca. 6,7 Milliarden Menschen) nach Schätzungen der WHO (World Health Organization) rund 27,2 Millionen ausgebildete Gesundheitsfachkräfte zur Verfügung (dazu gehören Ärzte, Pflegefachkräfte und Hebammen). Dabei ist zu berücksichtigen, dass die Ermittlung aktueller, belastbarer und international vergleichbarer Daten zum Gesundheitspersonal äußerst schwierig ist. Die Ausstattung der einzelnen Länder mit qualifizierten Ärzten, Pflegenden und Hebammen variiert sehr stark – sie liegt bei den insgesamt untersuchten 186 Ländern in einer Bandbreite von 2,7 bis 240 Gesundheitsfachkräften pro 10.000 Einwohner (WHO 2014).
Angesichts dieser Unterschiede in der personellen Besetzung stellt sich die Frage, wie viele Fachkräfte zur Sicherstellung der Gesundheitsversorgung eines Landes erforderlich sind und anhand welcher Kriterien sich dies bemessen lässt. Um eine Aussage darüber treffen zu können, unterhalb welcher Personalausstattung mit hoher Wahrscheinlichkeit eine Unterversorgung vorliegt, wurden seitens der WHO und der ILO (International Labour Organization) auf Basis von Vergleichsstudien Schwellenwerte im Bereich von 22 bis 60 Fachkräften pro 10.000 Einwohner identifiziert. Der untere Schwellenwert wurde 2006 im WHO World Health Report als Identifikationsmerkmal für Länder mit einem „kritischen“ Fachkräftemangel zugrunde gelegt.
Obwohl die meisten OECD-Länder im internationalen Vergleich über hohe Personalressourcen in der Gesundheitsversorgung verfügen, steigt auch dort die Nachfrage nach qualifiziertem Gesundheitsfachpersonal infolge der demografischen Entwicklung und des medizinisch-technischen Fortschritts in den nächsten Jahren weiter an. Um zu verhindern, dass dieser Trend mit (weiteren) negativen Folgen für die schon unterversorgten Entwicklungsländer einhergeht, haben sich die 193 Mitgliedstaaten der WHO 2010 auf die Einhaltung ethischer Grundsätze bei der internationalen Rekrutierung von Gesundheitsfachkräften verständigt (WHO Global Code of Practice on the International Recruitment of Health Personnel). Der Code besagt im Wesentlichen, dass bei der Rekrutierung internationaler Gesundheitsfachkräfte die Wirkungen auf das Herkunftsland zu berücksichtigen sind und durch geeignete, flankierende entwicklungspolitische Maßnahmen negative Auswirkungen minimiert werden sollen. 

## Konzept Triple-Win Migration

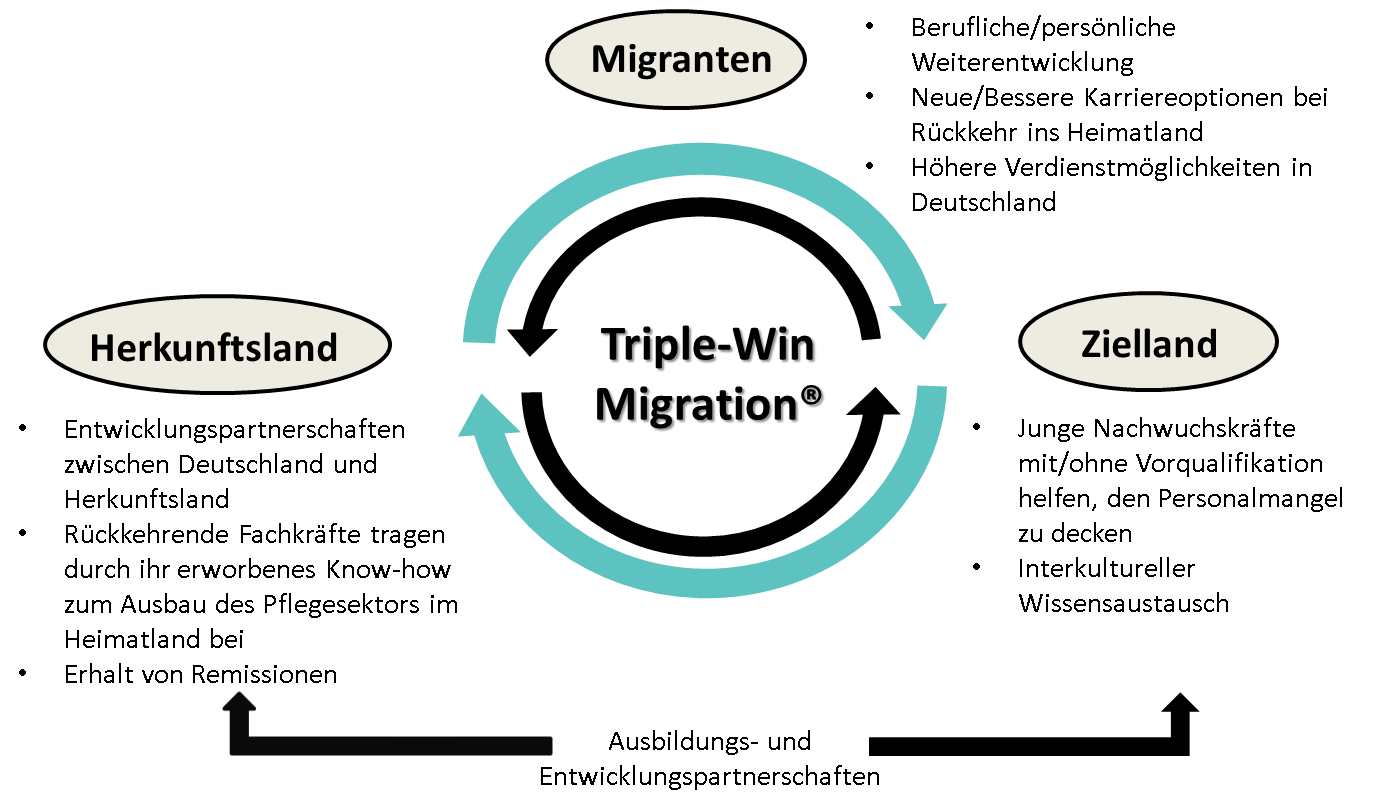
Triple-Win Migration

Auf Basis der vorgenannten Aspekte hat die IEGUS Institut für Europäische Gesundheits- und Sozialwirtschaft GmbH den Ansatz der zirkulären Migration zum Konzept Triple-Win Migration weiterentwickelt. Unter Berücksichtigung der Interessen sowohl der Migranten als auch der Herkunftsländer im Sinne des WHO Codes sowie der Zielländer soll durch die Triple-Win Migration eine „Win-Win-Win“ Situation für alle am Migrationsprozess Beteiligten geschaffen werden. 
Triple-Win Migration bietet aus entwicklungs- und sozialpolitischer Sicht eine Reihe von vielversprechenden Perspektiven. Dies gilt vor dem Hintergrund älter werdender Gesellschaften insbesondere für den Pflegesektor, kann aber auch auf andere Branchen übertragen werden. Der steigende Fachkräftebedarf in der professionellen Pflege in Deutschland kann teilweise mit Hilfe von Fachkräften oder Auszubildenden aus Drittstaaten gedeckt werden. Die Herkunftsländer hingegen profitieren vor allem vom Know-how-Transfer. Im Rahmen von Ausbildungs- und Entwicklungspartnerschaften ergeben sich Chancen für den Aufbau und die Weiterentwicklung professioneller Strukturen im Gesundheits- und Pflegesektor des Herkunftslandes. Außerdem können die Herkunftsländer auch wirtschaftlich von Wanderungsbewegungen profitieren, da finanzielle Rückströme die Konsum- und Investitionspotenziale erhöhen und somit die lokale Wirtschaft stärken. 
Die bisherigen, mit dem Konzept gesammelten Erfahrungen zeigen, dass bei der Umsetzung von Programmen auf der Basis der Triple-Win Migration bilaterale Kooperationsvereinbarungen zwischen Industrie- und Schwellenländern erfolgversprechend sind. Sie garantieren die Einhaltung des WHO Codes und bilden gleichzeitig ein nachhaltig wirkendes Gegengewicht gegen die Vielzahl privater Agenturen und deren oftmals unseriösen Vermittlungsangeboten. Die im Rahmen erfolgreicher Migrationsprojekte entstandenen Netzwerke bilden überdies eine gute Grundlage für fortan eigenständige Rekrutierungsbemühungen der einzelnen Pflegeeinrichtungen.
Für die Pflegefachpersonen oder Auszubildenden/Schüler aus Drittstaaten bestehen in Deutschland nicht nur höhere Verdienstmöglichkeiten, auch die Möglichkeit der fachlichen Weiterbildung und Spezialisierung ist ein Anreiz zur (temporären) Migration. Die in Deutschland bzw. im Ausland gesammelten Erfahrungen können anschließend im Herkunftsland gewinnbringend genutzt werden, da sich dort infolge der Entwicklungszusammenarbeit neue berufliche Optionen bieten. So können die in Deutschland erworbenen Kenntnisse über die Organisation von (Alten)Pflege, den Aufbau von Pflegeheimen oder die Führung und Leitung von Einrichtungen zielgerichtet bei der Weiterentwicklung medizinischer und pflegerischer Versorgungsstrukturen in Schwellenländern eingesetzt werden. Aus Sicht der internationalen Pflegekräfte kann die Aussicht auf eine Funktion in Führungspositionen oder in der Fort- und Weiterbildung im Heimatland ein Anreiz dafür sein, nach einigen Jahren im Ausland wieder in das Herkunftsland zurückzukehren.

## Die Umsetzung des Konzepts Triple-Win Migration
In Deutschland ist das Bundesministerium für Wirtschaft und Energie im Bereich der nachhaltigen Migration von Fachkräften, u. a. im Gesundheitswesen, in den vergangenen Jahren zunehmend aktiv geworden. Neben der Gründung des Portals „Make it in Germany“ besteht seit dem Jahr 2012 auch eine zwischenstaatliche Vereinbarung zwischen Deutschland und Vietnam, in deren Rahmen Pilotprojekte zur Aus- und Weiterbildung junger vietnamesischer Krankenpfleger zu Altenpflegern stattfinden. Diese Projekte entsprechen in der Art ihres bilateralen Austauschs, ihrer Vorbereitung und ihrer Durchführung dem Grundgedanken des Triple-Win Migration Konzeptes.
Im Rahmen von bilateralen Vermittlungsabsprachen zwischen der Zentralen Auslands- und Fachvermittlung (ZAV) der Bundesagentur für Arbeit und den Arbeitsagenturen in den Partnerländern Bosnien und Herzegowina, Serbien und den Philippinen wurde die Grundidee von Triple-Win Migration ebenfalls aufgegriffen. In Zusammenarbeit mit der Gesellschaft für Internationale Zusammenarbeit (GIZ) werden auf dieser Basis seit 2012 unter dem Namen „Triple Win Pflegekräfte“ qualifizierte Fachkräfte an deutsche Arbeitgeber vermittelt.
Vom Jahr 2013 bis zum 11. Dezember 2019 wurden insgesamt 3.577 Pflegekräfte aus vier Staaten (Bosnien und Herzegowina, Serbien, Philippinen, Tunesien) an deutsche Arbeitgeber im Pflegesektor vermittelt, davon reisten 2.220 in dieser Zeit nach Deutschland ein, die anderen 1.357 waren noch in der Vorbereitung. Im Jahr 2019 reisten 453 vermittelte Pflegekräfte nach Deutschland ein, im Jahr 2020 wurden 759 angeworben und 593 reisten ein.
Im Oktober 2019 wurde die Deutsche Fachkräfteagentur für Gesundheits- und Pflegeberufe (DeFa) gegründet, die dazu beitragen soll, die Zuwanderung ausländischer Pflegefachkräfte zu beschleunigen.
Im Jahr 2019 unternahm das Bundesgesundheitsministerium Schritte zu einer Anwerbung im Kosovo, auf den Philippinen und in Mexiko. Diese Initiativen kamen 2020 aufgrund der COVID-19-Pandemie zunächst ins Stocken, die Anwerbung auf den Philippinen und in Mexiko wurde vorerst ausgesetzt.

## Kritik
Michael Martens kommentierte 2019 in der FAZ, dass die südosteuropäischen Länder durch die Fachkräfteanwerbungsprogramme wie zum Beispiel das „Triple-Win“-Programm „ausbluten“ würden. Die Geburtenrate in diesen Ländern sei nicht höher als in Deutschland, obwohl die GIZ versichere, nur mit solchen Ländern zu kooperieren, in denen es einen „Überschuss“ an Pflegekräften gäbe. In den Herkunftsländern fehlten mittlerweile selbst Pflegekräfte und die Situation werde sich in Zukunft verschärfen. In den südosteuropäischen Ländern „tickt eine demographische Zeitbombe“, so Martens.
Der Deutsche Berufsverband für Pflegeberufe kritisierte, es bestehe kein Mangel an Pflegefachpersonen in Deutschland, sondern vielmehr ein Mangel an Pflegefachpersonen, die in der Pflege arbeiten wollen. Diese Fachkräfte könne man zurückgewinnen, wenn sich Arbeitsbedingungen und Belastung spürbar verbessert würden.